# 新春金鼠全攻略
新春金鼠全攻略(Year Of The Mouse Variety Show)，為香港亞洲電視本港台的一個賀年綜藝性電視節目，於2008年1月28日19:30-20:00起首播，至2月29日止，共25集。而每集均設不同專題，包括風水玄學、賀年食品、中國傳統等。
而主持方面，亞洲電視請來已久未露面的龔慈恩、資深主持人李麗蕊及旗下藝人曾敏、郭力行、梁俊軒、杜宇航及秦啟維擔任。另外，多位玄學師蘇民峰、鄺偉雄、楊天命、蔡興華、黃文超會於節目內講述來年玄學，黃麗梅、名廚黃永幟則會介紹賀年食品及賀年菜。
於新年及情人節專題中，更會舉辦「新年金句比賽」、「情人金句比賽」，得獎者可獲金鼠一隻。

## 每週專題
『迎春全攻略』 
一月廿八日 至 二月一日

內容包括：過年家事常識、過年食品、過年前風水玄學等全攻略專題。

『賀年全攻略』 
二月四日 至 二月八日

內容包括：年廿八洗邋遢、開年、行花市、拜年、開市等全攻略專題。

『情人全攻略』 
二月十一日 至 二月十五日

情人節前介紹有關提升鼠年愛情運方法，另外更會舉辦情人金句比賽，讓有情人能透過節目轉情達意。

『轉運全攻略』 
二月十八日 至 二月廿二日

節目中更會從不同玄學術數及風水方法全攻略式解構有關香港樓市、股市的鼠年運勢。除此之外，節目中更會首次引用「九宮飛星」局，將全港分成九部分，集中分析香港不同區域來年當旺及不利的地方，更加會走入家居，介紹有關鼠年家居風水強運攻略。

## 收視
以下為該節目於亞洲電視首播之收視紀錄：
| 週次 | 日期                             | 平均收視 |
| ---- | -------------------------------- | -------- |
| 1    | 1月28日-2月1日                   | 5點      |
| 2    | 2月4日-2月8日                    | 3點      |
| 3    | 2月11日-2月15日                  | 4點      |
| 4    | 2月18日、2月20日-2月22日         | 4點      |
| 5    | 2月25日-2月26日、2月28日-2月29日 | 4點      |

資料來源：CSM媒介研究(一個收視點代表64,820名觀眾)

## 外部連結
- 亞洲電視-新春金鼠全攻略